# Scaptodrosophila anuda
Scaptodrosophila anuda är en tvåvingeart som först beskrevs av Charles Howard Curran 1936.  Scaptodrosophila anuda ingår i släktet Scaptodrosophila och familjen daggflugor. Inga underarter finns listade i Catalogue of Life.